# N'est pas homme qui veut
Pour plus de détails, voir Fiche technique et Distribution.
N'est pas homme qui veut (Half a Man), connu aussi sous le titre Demi-portion, est une comédie muette américaine, sortie le 30 août 1925. Le film est réalisé par Harry Sweet et Joe Rock

## Synopsis
Winchell McSweeney est le seul homme naufragé sur une île parmi des femmes : rêve ou cauchemar pour Winchell ?

## Fiche technique
- Titre : N'est pas homme qui veut
- Titre original : Half a Man
- Réalisation : Harry Sweet et Joe Rock
- Scénario : Tay Garnett
- Photographie : Edgar Lyons
- Producteur : Joe Rock
- Distribution : Pathé Exchange
- Genre : court-métrage muet, comédie burlesque
- Pays : États-Unis
- Durée : 20 minutes
- Date de sortie : 
  -  États-Unis : 30 août 1925

## Distribution
- Stan Laurel : Winchell McSweeney

Acteurs non crédités
- Tui Bow : Naufragée
- Julie Leonard : Naufragée
- Blanche Payson : Naufragée
- Murray Rock : Un homme d'équipage